# Свадеркі
Свадеркі (пол. Swaderki) — село в Польщі, у гміні Ольштинек Ольштинського повіту Вармінсько-Мазурського воєводства.
Населення — 155 осіб (2011).

## Демографія
Демографічна структура станом на 31 березня 2011 року:
|          | Загалом | Допрацездатний вік | Працездатний вік | Постпрацездатний вік |
| -------- | ------- | ------------------ | ---------------- | -------------------- |
| Чоловіки | 85      | 14                 | 61               | 10                   |
| Жінки    | 70      | 11                 | 44               | 15                   |
| Разом    | 155     | 25                 | 105              | 25                   |